# Raoul Gressier
Raoul Gressier, né le 19 novembre 1885 à Calais et mort pour la France le 6 octobre 1915 à Tahure, est un footballeur international français évoluant au poste de milieu de terrain.

## Carrière
Raoul Gressier est membre de l'Olympique lillois de 1906 à 1908, club avec lequel il est finaliste du Challenge international du Nord en 1907.
Raoul Gressier évolue ensuite au RC Calais de 1908 à 1910. Durant l'été 1908, il est milieu de terrain de l'équipe de France (nommée « France B » car deux équipes de France sont retenues) participant au tournoi de football aux Jeux olympiques d'été de 1908 à Londres. Les Bleus sont éliminés dès le premier tour, défaits par le Danemark sur le score de neuf buts à zéro.
Commis-négociant, il est adjudant du 310e régiment d'infanterie lors de la Première Guerre mondiale, il meurt pour la France, disparu le 6 octobre 1915 à Tahure.